# Барбаши (Псковская область)
Барбаши — деревня в Ядровской волости Псковского района Псковской области.
Расположена на реке Многа в 2 км к юго-востоку от деревни Черёха.
| 2001 | 2002 | 2010 | 2016 |
| ---- | ---- | ---- | ---- |
| 91   | ↘72  | ↘62  | ↗91  |